# Ziua cea mai lungă (film)
Ziua cea mai lungă (titlul original: în engleză The Longest Day) este un film american realizat în genul dramă documentară de război, produs în 1962 de un colectiv de regizori: Ken Annakin (exterioarele britanice și franceze), Andrew Marton (exterioarele americane), Bernhard Wicki (episoadele germane), Gerd Oswald (scenele de parașutare, neacreditat), Darryl F. Zanuck (nemenționat). Filmul este realizat după romanul omonim al scriitorului Cornelius Ryan.
Ziua cea mai lungă este o noțiune des folosită pentru Ziua-Z (în engleză D-Day), începutul Operațiunii Overlord, ziua debarcării aliaților în Normandia în 1944, deoarece pentru trupele aliaților, această zi părea să fie „fără de sfârșit” în încercarea lor de a debarca pe țărm, sub focul neîncetat al trupelor germane. Titlul este bazat pe remarca general feldmareșalului Erwin Rommel, care în primăvara anului 1944 a spus ordonanței sale: „Credeți-mă Lang, primele 24 de ore ale invaziei sunt hotărâtoare, de ele depinde soarta Germaniei... Pentru Aliați și pentru Germania va fi cea mai lunga zi.”

## Prezentare
Filmat într-un stil documentar dramatic (cu subtitrare care identifică diferiții participanți), filmul începe în zilele premergătoare zilei Z, concentrându-se pe evenimente de pe ambele părți ale Canalului Mânecii. Aliații așteaptă ca vremea proastă să ia o pauză, în timp ce anticipează reacția forțelor Axei care apără nordul Franței. În calitate de comandant suprem al Cartierului General Suprem al Forțelor Expediționare Aliate, generalul Dwight Eisenhower ia decizia de a debarca după ce a examinat rapoartele inițiale ale vremii nefavorabile și rapoartele despre diviziile din cadrul Înaltului Comandament german cu privire la locul unde s-ar putea întâmpla o invazie și care ar trebui să fie răspunsul lor.
Mai multe scene documentează primele ore ale zilei de 6 iunie 1944: trupele aliate de parașutiști sunt trimise să ocupe locuri cheie în interiorul continentului, departe de plaje și arată reacția rezistenței franceze la vestea că invazia a început. Cronicizate sunt și evenimente importante în jurul Zilei Z: misiunile de transport cu planoare ale trupelor britanice pentru a se asigura că podul Pegasus nu este aruncat în aer de germani, contraatacurile lansate de parașutiști americani împrăștiați în jurul Sainte-Mère-Église, misiunile de infiltrare și sabotaj efectuate de rezistența franceză și agenții SOE și răspunsul trupelor Wehrmacht la invazie. De asemenea, este arătată incertitudinea comandanților germani cu privire la faptul că totul este un plan de pregătire a Aliaților de a debarca în zona strâmtorii Dover (a se vedea Operațiunea Fortitudine), de unde ofițerii superiori germani au presupus mereu că invazia va începe.
Filmul include scene ca de exemplu căderea unor parașutiști în centrul orașului Sainte-Mère-Église, avansul de pe malul plajelor din Normandia, atacul grupului american Ranger Assault Group asupra stâncilor Pointe du Hoc, atacul asupra Ouistreham de către forțele franceze libere și atacul asupra plajelor de către doi piloți Luftwaffe singuratici. Filmul se încheie cu un montaj care arată diferite unități aliate care își consolidează capetele de plajă înainte de a avansa spre interior, traversând Franța pentru a ajunge în cele din urmă în Germania.

## Distribuție

### America și Canada
- Henry Fonda – general de brigadă Theodore Roosevelt, Jr.
- Eddie Albert – colonelul Thompson
- Paul Anka – ranger al US-Army
- Richard Beymer – soldatul Dutch Schultz
- Red Buttons – soldatul John Steele
- John Crawford – colonelul Caffey
- Ray Danton – căpitanul Frank
- Fred Dur – maior în batalionul de Rangeri
- Fabian Forte – un ranger al US-Army
- Mel Ferrer – general-maior Robert Haines
- Steve Forrest – căpitan Harding, batal. de parașutiști
- Henry Grace – General Dwight D. Eisenhower
- Peter Helm – un soldat tânăr
- Jeffrey Hunter – sergent John H. Fuller
- Alexander Knox – general-maior Walter Bedell Smith
- Dewey Martin – soldat Wilder
- Roddy McDowall – soldat Morris
- Sal Mineo – soldat Martini
- Robert Mitchum – general de brigadă Norman Cota
- Edmond O’Brien – general-maior Raymond O. Barton
- Ron Randell – Joe Williams, reporter de război
- Robert Ryan – general de brigadă James M. Gavin
- Tommy Sands – ranger al US-Army
- George Segal – ranger al US-Army
- Rod Steiger – comandantul distrugătorului
- Tom Tryon – locotenent Wilson, flotila aeriană
- Robert Wagner – US-Army Ranger
- John Wayne – lt. col. Benjamin H. Vandervoort
- Stuart Whitman – locotenent Sheen
- Nicholas Stuart – general Omar N. Bradley (nemenționat)

### Franța
- Arletty Bathiat – dna. Barrault
- Jean-Louis Barrault – părintele Louis Roulland
- Bourvil – primarul din Colleville
- Pauline Carton – menajera lui Louis
- Irina Demick – Janine Boitard, din rezistență
- Fernand Ledoux – Louis, fermierul bătrân
- Christian Marquand – căpitan Philippe Kieffer
- Madeleine Renaud – stareța
- Georges Rivière – Guy de Montlaur
- Jean Servais – contraamiral Robert Jaujard
- Georges Wilson – primarul din Sainte-Mère-Église

### Germania
- Hans Christian Blech – maior Werner Pluskat
- Wolfgang Büttner – general-locotenent Dr. Hans Speidel
- Gert Fröbe – subofițer „Kaffeekanne” (Cana de cafea)
- Paul Hartmann – general feldmareșal Gerd von Rundstedt
- Ruth Hausmeister – Lucie Rommel
- Michael Hinz – Manfred Rommel
- Werner Hinz – general feldmareșal Erwin Rommel
- Karl John – general Wolfgang Hager
- Curd Jürgens – general de infanterie Günther Blumentritt
- Til Kiwe – căpitan Helmuth Lang, însoțitorul lui Rommels
- Wolfgang Lukschy – Generaloberst Alfred Jodl
- Richard Münch – general de artilerie Erich Marcks
- Kurt Meisel – căpitan Ernst Düring
- Wolfgang Preiss – general-maior Max Pemsel
- Heinz Reincke – locotenent-colnel Josef „Pips” Priller
- Hartmut Reck – subofițer Bernhard Bergsdorf (camarad de zbor a lui „Pips“)
- Paul Edwin Roth – colonel Schiller
- Dietmar Schönherr – maiorul de Luftwaffe
- Ernst Schröder – general-locotenent Hans von Salmuth
- Hans Söhnker – un ofițer german
- Peter Van Eyck – locotenent-colnel Ocker
- Vicco von Bülow (Loriot) – adjutantul lui Pemsel (nemenționat)

### Marea Britanie
- Richard Burton – RAF ofițer aviator David Campbell
- Sean Connery – soldat Flanagan
- Frank Finlay – soldat Coke
- Leo Genn – general-maior al SHAEF
- John Gregson – capelanul militar
- Donald Houston – un pilot RAF
- Peter Lawford – general de brigadă  Lord Lovat
- Michael Medwin – soldat Watney
- Howard Marion-Crawford – Glider, medic
- Kenneth More – căpitan Colin Maud
- Louis Mounier – general Sir Arthur William Tedder
- Trevor Reid – Feldmarschall Sir Bernard L. Montgomery
- Norman Rossington – caporal Clough
- Richard Todd – maior John Howard
- Richard Wattis – un maior al Luftwaffe

## Premii și nominalizări
- 1963 - Premiul Oscar
  - pentru cea mai bună imagine lui Jean Bourgoin și Walter Wottitz
  - pentru cele mai bune efecte vizuale lui Robert MacDonald și Jacques Maumont
  - nominalizat pentru cel mai bun film lui Darryl F. Zanuck
  - nominalizat pentru cele mai bune decoruri lui Ted Haworth, Léon Barsacq, Gabriel Béchir și Vincent Korda
  - nominalizat pentru cel mai bun montaj lui Samuel E. Beetley
- 1963 - Globul de Aur
  - pentru cea mai bună imagine lui Jean Bourgoin, Henri Persin și Walter Wottitz
  - nominalizat pentru cel mai bun film dramatic
- 1962 - National Board of Review Award
  - cel mai bun film
- 1963 - David di Donatello
  - cel mai bun film străin lui Darryl F. Zanuck

## Moștenire
Sovieticii au considerat că în filmele americane Bătălia din Ardeni (1965) și Ziua cea mai lungă (1963) rolul trupelor sovietice în victoria asupra fascismului nu a fost niciodată menționat. După ce le-a vizionat, regizorul de film sovietic Iuri Ozerov a început să lucreze la filmul epic Eliberare (1968-1971), dedicat bătăliilor trupelor sovietice. Ulterior, Ozerov a mai creat încă 3 epopee despre Marele Război Patriotic (Soldații victoriei (1977), Bătălia pentru Moscova (1985) și Stalingrad (1990)).